# Tabanus peruvianus
Tabanus peruvianus är en tvåvingeart som beskrevs av Macquart 1848. Tabanus peruvianus ingår i släktet Tabanus och familjen bromsar. Inga underarter finns listade i Catalogue of Life.